# Thyrsitops lepidopoides
Thyrsitops lepidopoides är en fiskart som först beskrevs av Cuvier 1832.  Thyrsitops lepidopoides ingår i släktet Thyrsitops och familjen havsgäddefiskar. Inga underarter finns listade i Catalogue of Life.